# Élie Borgel
Pour les articles homonymes, voir Borgel.
Ne pas confondre avec le grand rabbin Élie Borgel qui donne son nom au cimetière du Borgel.
Élie Borgel, également appelé Eliahu Haï Borgel I ou Élie Vita Borgel, né en 1760 à Tunis et décédé en 1817 dans la même ville, est un rabbin tunisien qui occupa la fonction de grand-rabbin de Tunisie.
Il est le successeur de son père, Nathan Borgel, en tant que grand-rabbin de Tunisie et président du tribunal rabbinique.
Il a laissé un ouvrage intitulé Migdanot Nathan ou Magdenot Natan (Cadeaux de Nathan), série de commentaires plus ou moins développés sur des traités talmudiques ; il est publié à Livourne en 1778 pour sa première partie et en 1785 pour sa dernière partie.
Isaac Taïeb lui succède en tant que grand-rabbin de Tunisie et président du tribunal rabbinique.
Borgel est le père de Nathan Borgel II qui devient à son tour grand-rabbin de Tunisie.